# الإمامة العباسية
اَلإمَامَةُ اَلعَبَّاسِيَّةَ (98 - 132 هـ / 717 - 750 م) حزب وإمَامَة سيَاسيَّة ذات صبغَة دينيَّة هاشِميَّة تَعودُ جُذورَها إلى الصِّراع اَلهاشِميُّ - اَلأُمَويّ وغَذّاه قَتل اَلحُسَين بنُ عَليُّ بنَ أبي طَالِب اَلهاشِمي وفيما بَعد حَفيدَهُ زَيد بنُ عَليّ بأوامر خُلُفاء الدَّولة الأمَويَّة والذين بدورِهم استَفرَدوا بالخِلافَة وجَعلوها وِراثيَّة منذ تَنازل اَلحَسن بنُ عليّ بنُ أبي طالِب عَن الخِلافة للأمويين عام 661 وذلك حتى تمَّ إسقاطها عام 750.
دَعَت اَلإمَامَة اَلعَبَّاسيَّة للإِطاحَة بالحُكْم اَلأمَوَيّ وجَعل الخِلافة هاشِميَّة، فكانت إمامة ودعوة سريَّة هاشِميَّة منذ أن أوصَى عَبدُ الله بنُ مَحمَّد بنُ عَليّ بنُ أبي طالب بإنتقال الإمامة والدَّعوة السياسيَّة الهاشِميَّة مِنهُ إلى قَريبِه مُحَمَّد بنُ عليُّ بنُ عَبدُ الله بنُ اَلعبَّاس والذي جَعلَها أكثر عَبَّاسيَّة وتَنبأ بتولّي أحد أبناؤه وذُريَّتُه بالخِلافة كمَا أن وَجهة النظر العَبَّاسية آنذاك بأن العلويين - أيّ ذُريَّة عَليُّ بنَ أبي طَالِب - قد تَم خِذلانُهُم مِراراً وتِكراراً وأنَّهُ ورغم محبة الكَثير ووُجود شيعَتِهم إلا أنَّهم مخذولون ولا يُمكن لهُم أن يَحكْموا، ورُغم أن الأمور بقِت هادئة بين الفريقين العَبَّاسي والعَلوي أثناء فترة الإمامة العباسية، إلا أنها تفجَّرت بالصِّراعات والثّورات المُسلحة العلويَّة منذُ بداية اَلخِلافَة اَلعَبَّاسيَّة عام 750.
وفيما يلي قائمة بأسماء الأئمَّة الذين تولَّوا الإمامة العَبَّاسيَّة حتى انتَهَت ونَجَحت بالوصُول إلى مَرحلة الخِلافة:
| التسلسل | الإمام                             | الفترة    | الإقامة           | ملاحظات                                      |
| ------- | ---------------------------------- | --------- | ----------------- | -------------------------------------------- |
| 1       | مُحَمَّد بنُ عَلي بنُ عَبدُ الله اَلعَبَّاسيّ    | 717 - 743 | اَلحُمَيمَة           | تولَّى الإمَامة وكانت سريَّة طوال عهده حتى وفاتِه. |
| 2       | إبراهيِم بنُ مُحَمَّد بنُ علي الإمام      | 743 - 748 | اَلحُمَيمَة           | أظهَر الثَّورَة ولكنَّهُ سُجِن ثُم قُتِل.                |
| 3       | أبُو العَبَّاس عَبدُ الله بنُ مُحَمَّد السَّفَّاح | 748 - 750 | اَلحُمَيمَة ثم الكوفة | آخر إمام وهو أوَّل خُلفاء اَلعَبَّاسيين.            |

## التنظيم

### الإمام
تسلَّم مُحَمَّد بن عليّ العبَّاسي زِمام الدَّعوة والإمامة من أبي هاشم عَبدُ الله بن مُحَمَّد الحنفيَّة بن عليَّ بنُ أبي طالِب، بعد أن حانت وفاتُه، وأوصى أتباعُه بإتباعه، وذلك سنة 98 هـ / 717 م، وبعد ذلك بدأت فترة أكثر تنظيماً ونشاطاً، وأصبح الإمام محمد، يُدير الأمور من الحُميمة، ويُرسل الدُعاة والنُّقباء ويُشرف على كل الأمور بالكوفة وخُراسان.

### النقباء
تشكَّل مجلس النقباء ومجلس السبعين في مدينة مرُو الخُراسانيَّة، سنة 100 هـ / 718 م من اثني عشر فردًا، وكان زعيم النُّقباء هو سُليمان بن كثير الخُزاعيّ من قبيلة خُزاعة العربيَّة، وكان هذا الوفد في البداية يضم 12 نقيباً هُم:
- سليمان بن كثير الخزاعي
- مالك بن الهيثم الخزاعي
- طلحة بن زريق الخزاعي
- لاهز بن قريظ التميمي
- موسى بن كعب التميمي
- القاسم بن مجاشع التميمي
- قُحطبة بن شبيب الطَّائي
- شبل بن طهمان الوائلي
- خالد بن إبراهيم أبو داوُد
- عمران بن إسماعيل أبو نجم (مولى آل أبي معيط)
- عمرو بن أعين
- عيسى بن أعين

وقد مثل هؤلاء النُّقباء قبائلهم العربيَّة في الدعوة في مدينة مرُو، وكان لهؤلاء النُّقباء نظراء، يُقال عليهم نظراء الإثني عشر، وقام هؤلاء النُّقباء الإثني عشر، باختيار سبعين من الدُّعاة، فكان أربعين منهم من أهل مرُو، والباقي من كور خُراسان مثل نيسا، وابيورد، وبلخ وخوارزم، وأمل.